# Sol-violette
Le Sol-Violette est la monnaie complémentaire du bassin toulousain. La monnaie est gérée par l’association homonyme Sol-Violette, qui fait partie du réseau national Mouvement Sol . Le projet associatif est soutenu par la commune de Toulouse.

## L'Histoire de Sol-Violette
Distribué pour la première fois en 2011,, le Sol-Violette est un pionnier des monnaies complementaires car son implémentation a précédé leur encadrement légal,. L’association Sol-Violette est soutenue par la Mairie de Toulouse dès le lancement de la monnaie, notamment pour imprimer les premiers billets,.
La monnaie fut utilisée dans plusieurs démarches à visée sociale et solidaire, comme la lutte contre la précarité étudiante en 2020.

## La monnaie

### Les coupures
Le Sol-Violette est accessible en liquide sous forme de cinq coupures différentes:
- 1 Sol-Violette
- 2 Sol-Violette
- 5 Sol-Violette
- 10 Sol-Violette
- 20 Sol-Violette

Le Sol-Violette est disponible sous forme physique en billets coupons uniquement. Il n’y a pas de pièces.

### Les bureaux de change
Il y a quatorze comptoirs de change Sol-Violette sur le bassin toulousain. Ce sont des commerces eux-mêmes adhérents et acceptant des paiements en Sol-Violette sous forme numérique et/ou liquide.
Les adhérents peuvent aussi obtenir des billets Sol-Violette aux Crédit Municipal  et Crédit Coopératif de Toulouse. Ces deux entités accueillent également les euros nantis par les utilisateurs et les utilisent pour investir dans des projets de développement durable ou de lutte contre l’exclusion bancaire.

### L’application et le Sol-Violette virtuel
Le Sol-Violette numérique s’appelle l’eSol. A la différence du Sol-Violette en liquide, l’eSol permet la transaction de centimes.